# Герб Кольцевого (Приморский край)
Герб посёлка Кольцевое Приморского края Российской Федерации. Посёлок Кольцевое входит в Дальнереченский городской округ.
В Государственный геральдический регистр Российской Федерации не внесён.

## Описание герба
В зелёном щите в золотом кольце золотая голова оленя. В треугольной лазоревой главе, отделенной золотой каймой, золотой же якорь.
Автор герба — Александр Николаевич Юрасов.